# Skifferbolaget

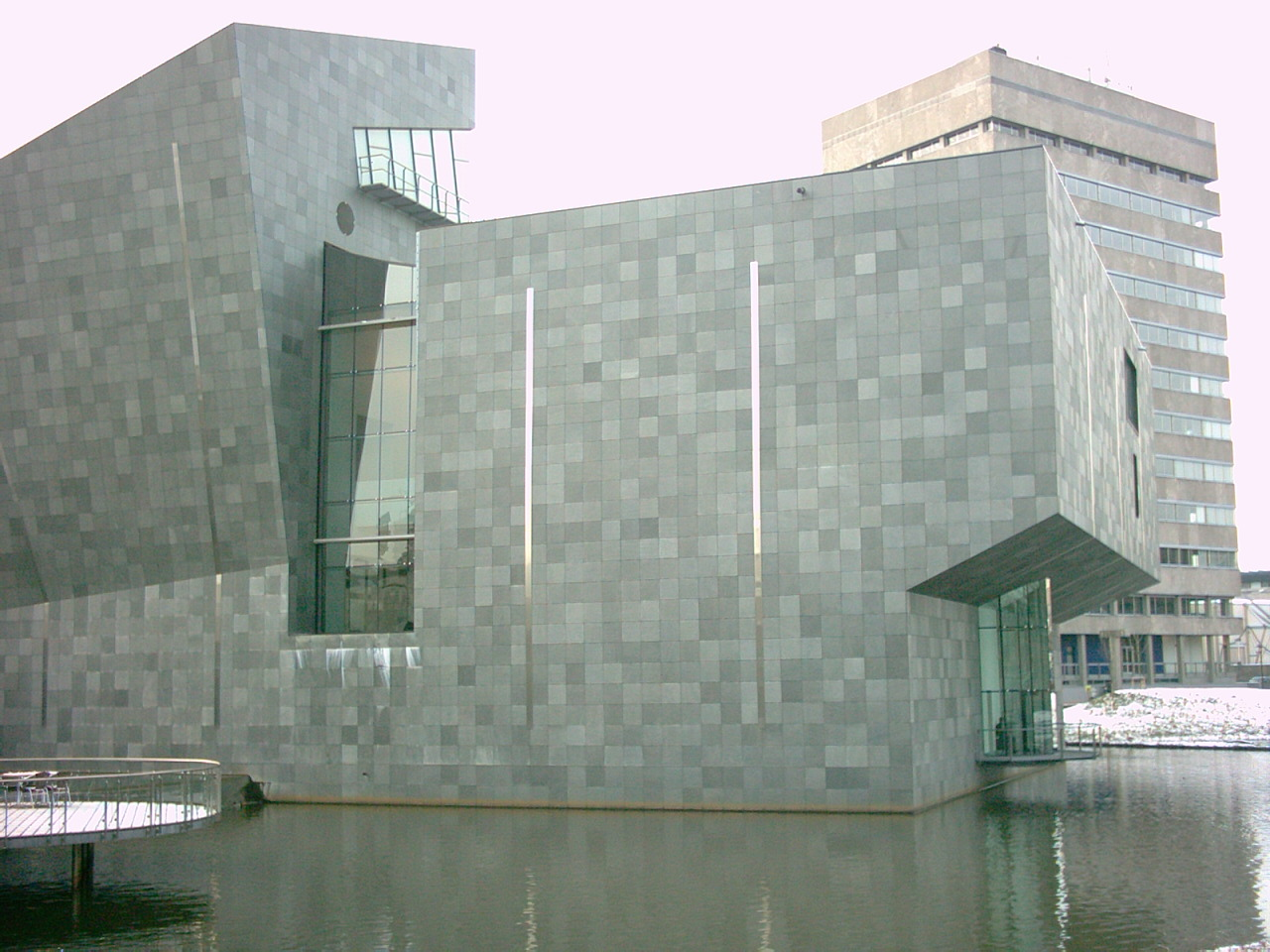
Van Abbemuseum (tillbyggnad, 2003) i Eindhoven har en fasad av offerdalsskiffer

Skifferbolaget AB är ett företag med verksamhet i Rönnöfors, Offerdals socken, Krokoms kommun, Jämtland.
Skifferbrytningen i Rönnöfors startade 1949. Skifferbolaget startades av Oskar Persson (1896−1984). Under de första åren såldes den så kallade offerdalsskiffern oförädlad. År 1951 grundade AB Gusta Stenförädlingsverk i Brunflo dotterbolaget AB Offerdalsskiffer, vilket öppnade ett skifferbrott i Lien. Skifferblock fraktades till Brunflo, där de bearbetades. På 1960-talet flyttade bolaget sin verksamhet från Lien till Finnåbrottet. Det fanns dessutom ett skifferbrott vid Trången norr om Landösjön. Inte heller här blev råvaran förädlad. År 1969 fick skifferbrottet i Rönnöfors nya ägare och bytte namn till först Offerdals Stenindustri och senare Skifferbolaget. År 1971 började bolaget köpa upp de övriga skifferbrotten i Offerdal. Skifferbolaget satsade på export och verksamheten kom att öka. Mellan 1978 och 1989 såldes aktierna i bolaget till ett belgiskt bolag. 
År 1978 hade bolaget 108 anställda och 2005 omkring 35 anställda. 
Brytningen av offerdalsskiffern sker i dagbrott. Produktionen uppgår till ca 100 000 kvadratmeter per år. Det färdiga skiffret används till trädgårdshällar, plattor eller som byggnadssten. Förädlingen sker huvudsakligen i fabriken i Rönnöfors, men även i Brunflo. Offerdalsskiffer har till exempel använts i flera av Stockholms tunnelbanestationer[källa behövs] och som fasadsten i Hammarby Sjöstad. Under de senaste åren[när?] har exporten minskat betydligt, medan försäljningen inom Sverige har ökat. Huvuddelen av exportprodukterna skeppas från Trondheim till Belgien.